# Caso Festina

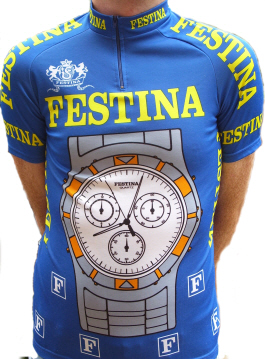
Maillot da equipa Festina.

O Caso Festina foi uma operação contra a dopagem no ciclismo de elite realizada em 1998 na França. Este processo permitiu desarticular uma grande rede de dopagem internacional no ciclismo liderada pelo director, médico e massagista da equipa Festina Bruno Roussel, Eric Rijkaert e Willy Voet, respectivamente a dita rede dispunha de diversos produtos ilícitos para melhorar o rendimento dos desportistas: EPO (na altura indetetável), hormona do crescimento e testosterona

## Investigação judicial

### Origem da investigação
A investigação surgiu em vésperas do início do Tour de France 1998 na que traz um possível "chivatazo" no controle aduaneiro entre a Bélgica e França de Neuville-em-Ferrain interceptou o massagista da equipa Festina, Willy Voet, que se dirigia à saída do Tour desse ano em Dublin, com duzentas ampolas de EPO, quase cem de hormonas do crescimento e dezenas de caixas de testosterona.

### Rusgas e detenções

#### Rusgas
Alem da equipe Festina, foram feitas rusgas praticamente à totalidade de equipas durante esse Tour, alegando-se estar à procura de uso de drogas nas equipas TVM, ONZE, Big Mat, Casino e Lotto.

#### Detenções
As detenções não só se produziram por tendência de produtos ilícitos sendo por "importação de medicamentos sem autorização", já que os produtos não tinham sido comprados na França, que foi o motivo principal para deter os implicados e descobrir que entre esses produtos havia também medicamentos dopantes incluso chegou a estar preso de forma preventiva Hein Verbruggen, então presidente da União Ciclista Internacional, quando acudiu a declarar como testemunha, por suposto cúmplice do trama.

##### Festina
- Bruno Roussel: director
- Miguel Moreno: director
- Michel Gros: director

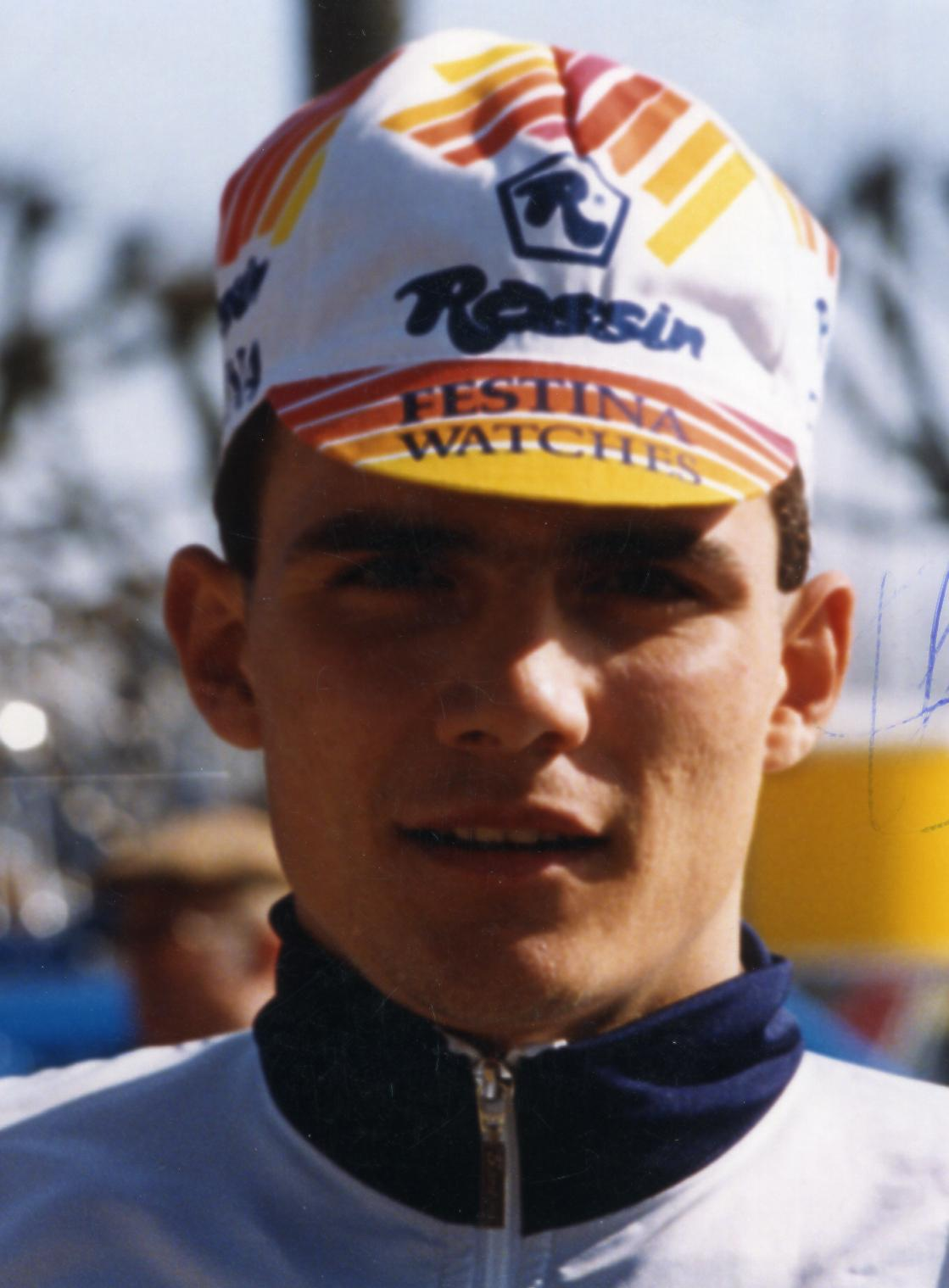
Richard Virenque

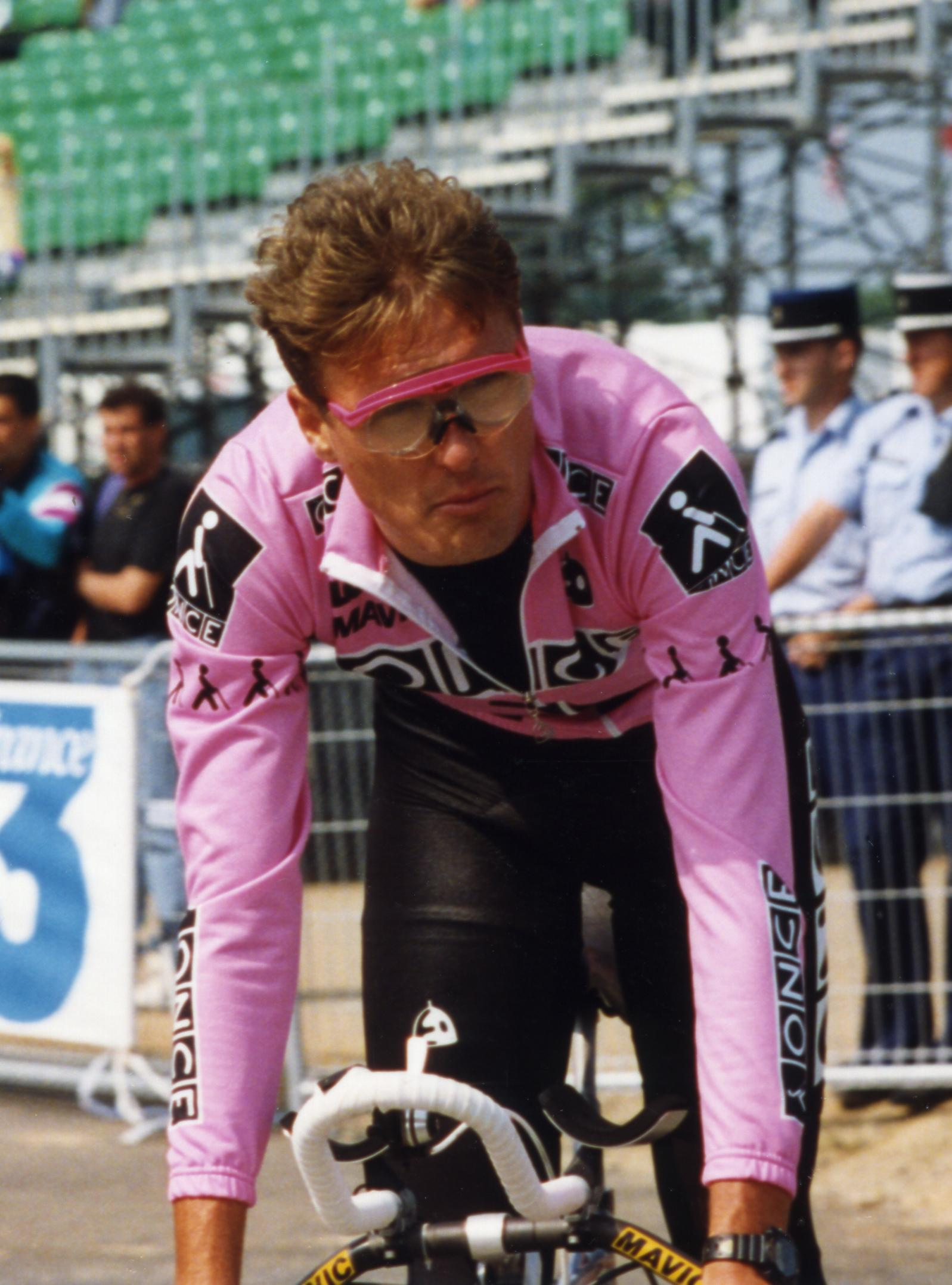
Alex Zülle

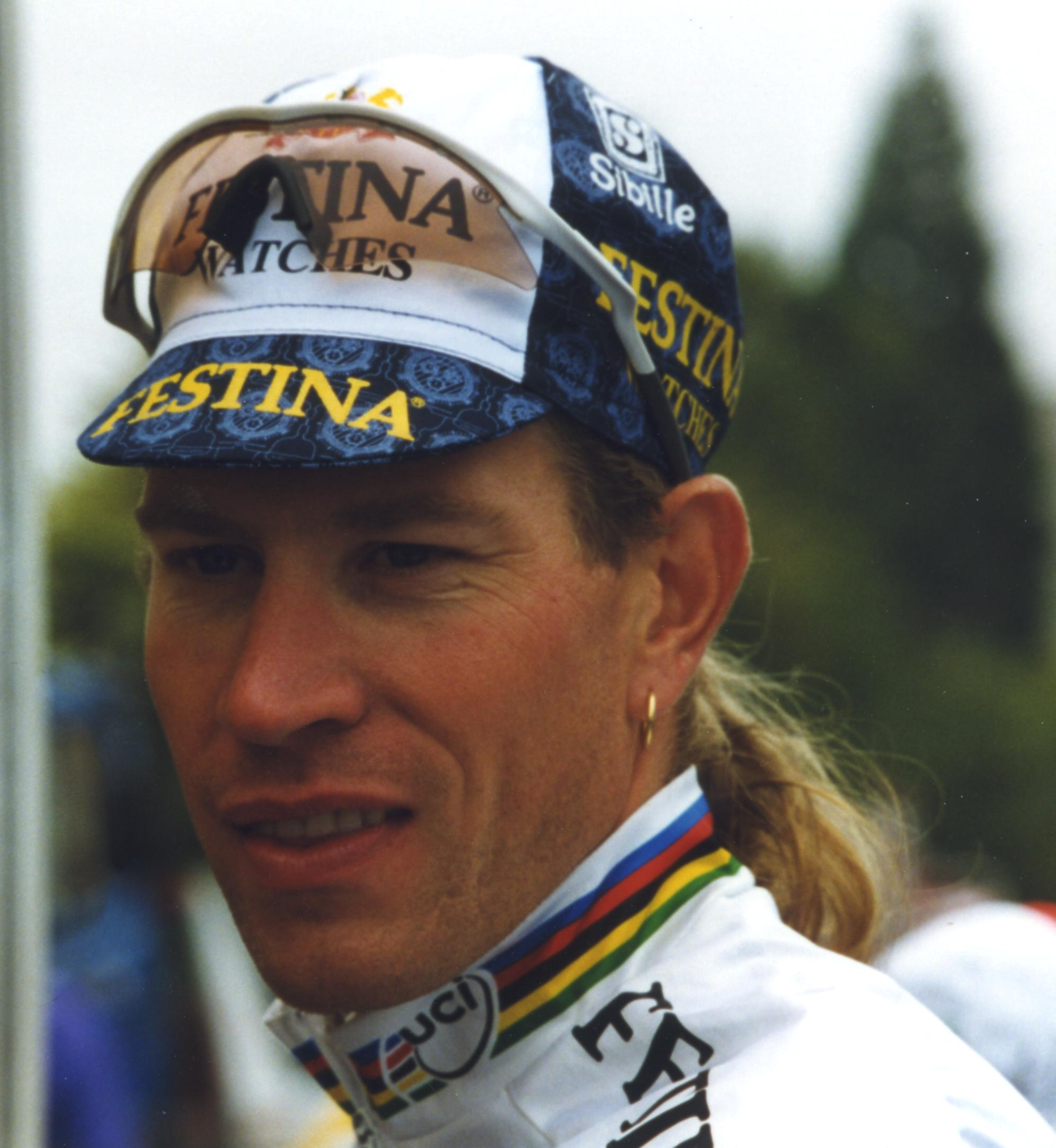
Laurent Brochard

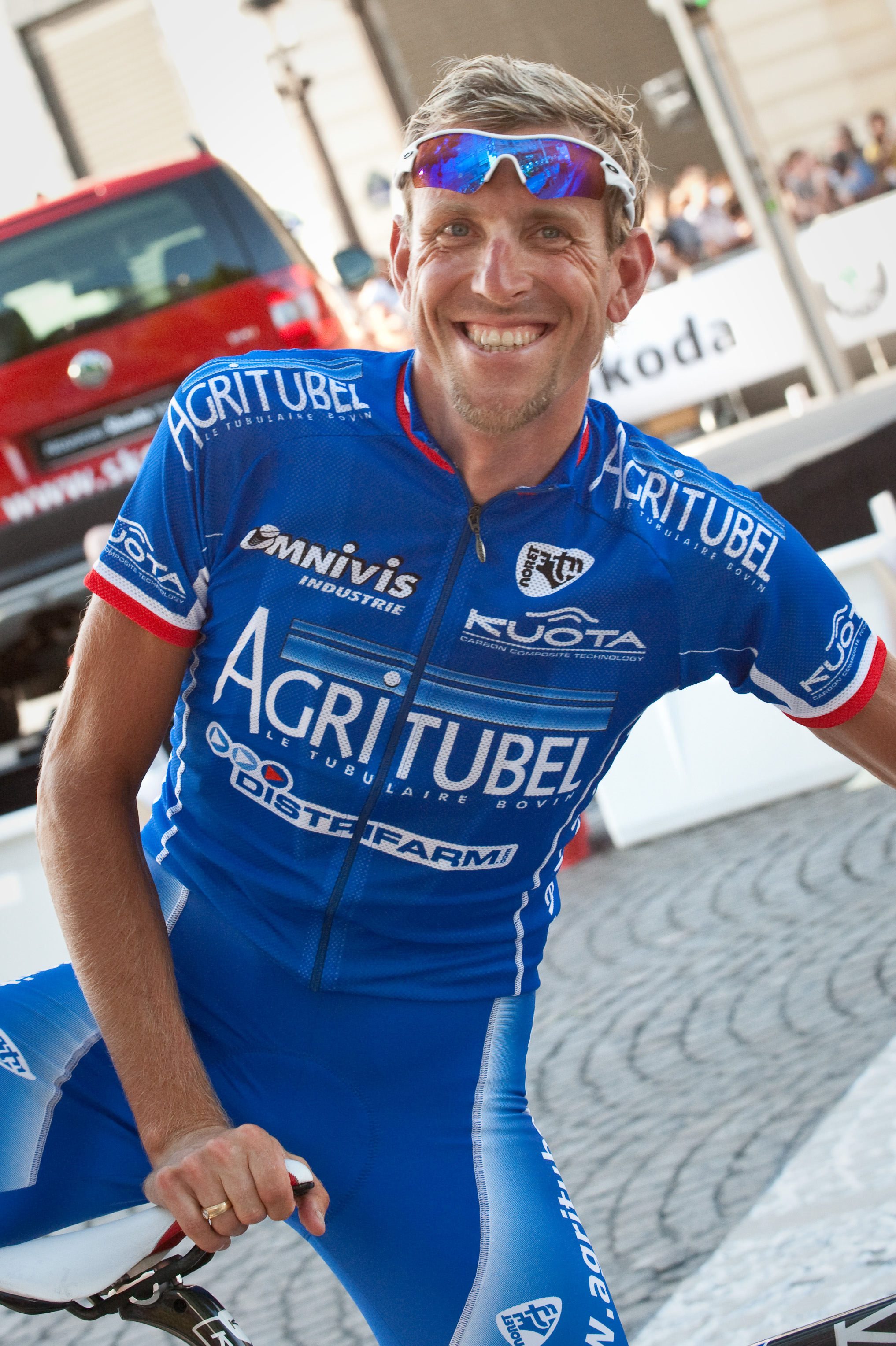
Christophe Moreau

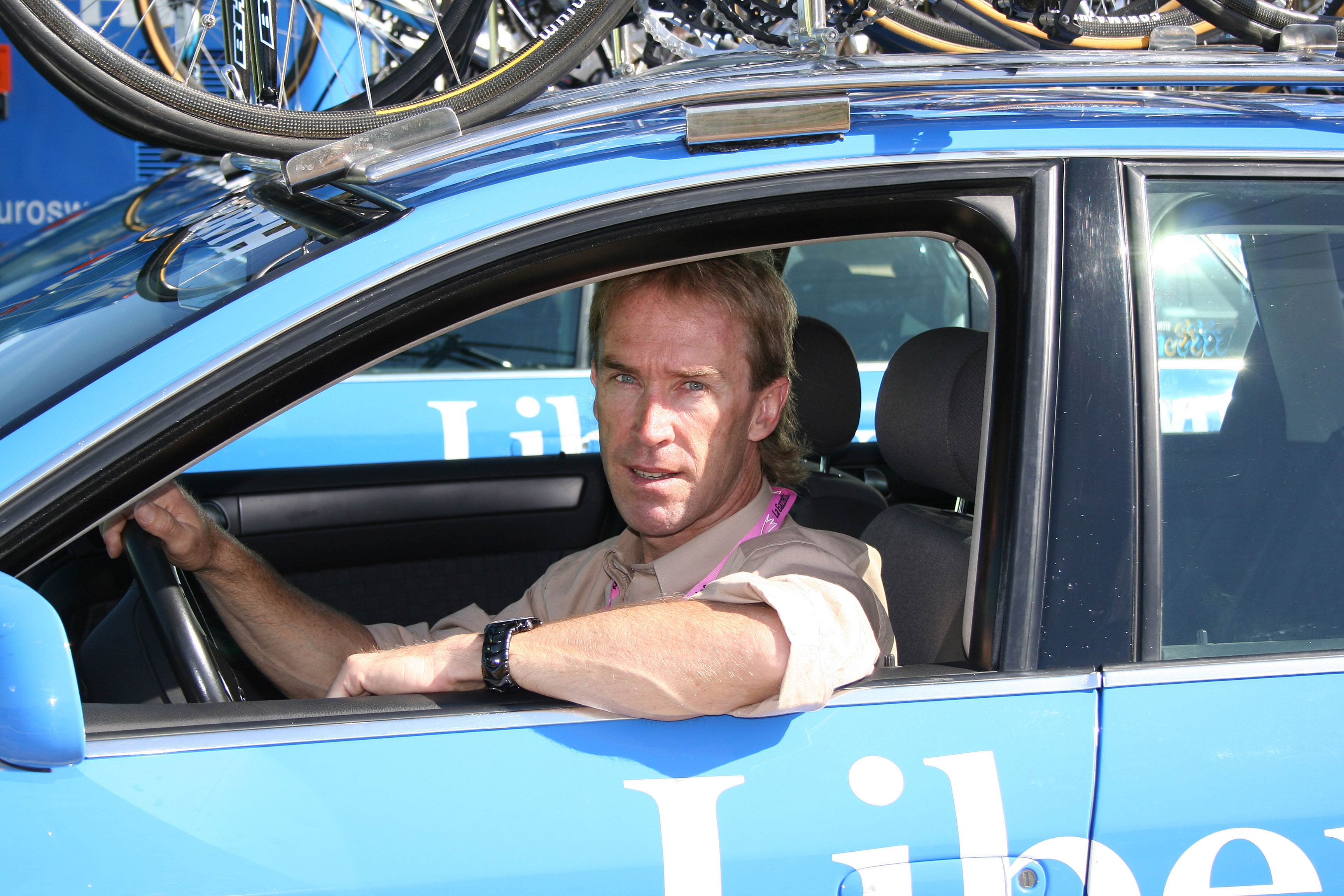
Neil Stephens

- Joel Chabiron: director de logística
- Eric Rijkaert: médico
- Willy Voet: massagista
- Richard Virenque: ciclista
- Alex Zülle: ciclista
- Laurent Brochard: ciclista
- Pascal Hervé: ciclista
- Christophe Moreau: ciclista
- Didier Rous: ciclista
- Laurent Dufaux: ciclista
- Armin Meier: ciclista
- Neil Stephens: ciclista

##### Outros
- Nicolás Terrados (ONCE): médico
- Rodolfo Massi (Casino): ciclista
- Vincent Lavenu (Casino): director
- Cees Priem (TVM): director
- Andrei Mihailov (TVM): director
- Jaan Moors (TVM): massagista
- Marc Madiot (Française dex Jeux): director
- Jeff d'Hont (Française dex Jeux): preparador físico
- Hein Verbruggen: presidente da União Ciclista Internacional

#### Citados a declarar
Além dos detidos, também teve ciclistas que somente foram chamados a declarar:
- Jeroen Blijlevens (TVM)
- Steven de Jongh (TVM)
- Bart Voskamp (TVM)
- Servais Knaven (TVM)
- Sergei Ustachov (TVM)
- Serguei Ivanov (TVM)
- Thomas Davy (Française dex Jeux)

### Exclusão de plantel de ciclistas
Em 17 de julho a organização decidiu expulsar os corredores da equipa Festina posteriormente, depois das rusgas e detenções que durante o Tour estenderam a praticamente todas as equipas, e a todas as equipas espanholas: ONZE-Deutsche Bank, Banesto, Kelme e Vitalicio Seguros; e os italianos: Riso Scotti e Saeco decidiram abandonar a corrida por solidariedade com as equipas revistadas e pelo maus tratos recebido pelos gendarmes para a equipa de TV. A dita retirada produziu-se depois dos corredores pararem em plena 17ª etapa (na etapa 12ª também teve outra paragem, mas foi testimonial) e depois de não chegar a um acordo prosseguem a etapa mas com os corredores a favor do plante com os dorsais retirados em protesto de zelo, deixando passar em primeiro pela meta os 5 integrantes do TVM que estavam em prova; curiosamente o porta-voz dos ciclistas foi Bjarne Riis que posteriormente admitiu que se dopava.
Poucos dias antes de finalizar a ronda francesa e depois das detenções e expulsões de Rodolfo Massi (Casino) por posse de corticoides também decidiram abandonar os cinco corredores que restavam do TVM,  aproveitando que o Tour passava pela Suíça pudendo então livrar do assédio dos gendarmes. Acabando a corrida só com 96 corredores dos 189 que a iniciaram
O director da ONZE, Manolo Saiz, que promovia os abandonos, dias depois de abandonar o Tour declarou:
Metemos-lhe o delito pelo rabo ao Tour de France e nós estamos olhando a ver quem têm sido

## Consequências
Esta operação antidrogas produziu que se investisse mais na detecção de produtos dopantes no ciclismo e em todo o desporto em geral, fazendo mais controles e aumentado a efectividade destes com novas sanções mais pesadas.
Por sua vez a equipa ONZE renuncia a participar em corridas francesas durante o ano de 1998.
A partir desta data a Vuelta a España mostrou-se reticente a entrar em território francês, modificando as etapas que entravam nesse país na edição da 1998 por medo a possíveis rusgas pelo regulamento francês de quando se está nesse seu país não poder consumir fármacos comprados fora da França, norma que se utilizou como motivo para as rusgas que fizeram no Tour de 1998.
Como consequência deste escândalo em 1999 foi fundado a Agência Mundial Antidopagem.